# Tempo de Festa
Tempo de Festa um álbum ao vivo comemorativo dos dez anos da banda mineira Diante do Trono, gravado na Via Funchal, São Paulo nos dias 9 e 10 de março de 2007. O repertório da obra contém alguns dos maiores sucessos do grupo, incluindo a canção "Amado Salvador", inédita. Lançado em disco duplo, o DVD possui um documentário.
| Críticas profissionais | Críticas profissionais |
| Avaliações da crítica  | Avaliações da crítica  |
| Fonte                  | Avaliação              |
| ---------------------- | ---------------------- |
| O Propagador           | [ 1 ]                  |

## Faixas
CD1
1. "Abertura"
2. "Tempo de Festa"
3. "Amado Salvador"
4. "Ainda Existe Uma Cruz"
5. "Quero me apaixonar"
6. "Preciso de Ti"
7. "Nos Braços do Pai"

CD2
1. "Esperança"
2. "Manancial"
3. "Águas Purificadoras"
4. "Exaltado"
5. "Diante do Trono"
6. "Por Amor de Ti, oh Brasil"
7. "Tempo de Festa (reprise)"

DVD
1. Tempo de Festa-DT 3 (Águas Purificadoras)
2. Amado Salvador-Especial 10 anos
3. Ainda Existe Uma Cruz-DT 8 (Ainda Existe Uma Cruz)
4. Quero me Apaixonar-DT 6 (Quero Me Apaixonar)
5. Preciso de Ti -DT 4 (Preciso de Ti)
6. Nos Braços do Pai-DT 5 (Nos Braços do Pai)
7. Esperança-DT 7 (Esperança)
8. Manancial-DT 1 (Diante do Trono)
9. Águas Purificadoras-DT 3 (Águas Purificadoras)
10. Exaltado-DT 2 (Exaltado)
11. Diante do Trono-DT 1 (Diante do Trono)
12. Por amor de Ti, Oh Brasil-DT 9 (Por Amor de Ti, Oh Brasil)
13. Créditos

Extra (DISCO 2)
1. Documentário Dez Anos
2. Clipe Preciso de Ti, Canção "Quando Deus Escolhe Alguém" com cenas dos Dez Anos DT, Slide Show.